# Символ франка
Символ или знак франка (₣) — типографский символ, который входит в группу «Символы валют» (англ. Currency Symbols) стандарта Юникод и называется «Символ французского франка» (англ. French franc sign); код — U+20A3. Используется для представления денежных единиц, носящих название «франк».

## Начертание
Символ франка может быть представлен в трёх вариантах:
- латинская заглавная буква F или строчная f без каких-то добавлений (это вариант чаще всего используется во Франции);
- латинская заглавная буква F, перечёркнутую в нижней части одной горизонтальной чертой;
- лигатура из двух латинских букв — заглавной F (или строчной f) и строчной r.

Соответствующие разъяснения для разработчиков шрифтов даны, в частности, в разделе «Стандарты дизайна монетарных символов» (Monetary Symbol Design Standards) на сайте компании Microsoft.
Конкретное начертание зависит от шрифта, использованного для вывода символа.

## Использование в качестве сокращения названий денежных единиц
Символ «₣» используется, главным образом, для представления денежных единиц, носящих название «франк» (фр. Franc), прежде всего французского.
Первоначально франк (фр. franc) — золотая монета, впервые отчеканенная в 1360 году по случаю освобождения короля Иоанна Доброго, находившегося четыре года в плену у англичан после битвы при Пуатье. С 1575 по 1586 год это серебряная монета (выпуск её фракций в 1⁄2 и 1⁄4 франка продолжалась до 1642 года).
Выпуск франков был возобновлён после Великой Французской революции в 1795 году одновременно с переходом Франции на десятичную систему денежного счисления (1 франк = 100 сантимов). В XIX веке выпуск собственных денежных единиц с таким же названием начали Бельгия (с 1830 года), Швейцария (с 1850 года) и Люксембург (с 1854 года). Все они (кроме швейцарского франка) в 2002 году были окончательно заменены на евро.
Название франк также носят (или носили) многие национальные валюты бывших колоний Франции: Бурунди, Гвинеи, Джибути, Руанды, Демократической Республики Конго, Мадагаскара, Коморских островов. Франком КФА называется единая валюта стран Западноафриканского экономического и валютного союза (ЗАЭВС, UEMOA) и Экономического сообщества стран Центральной Африки (ЦАВЭС, CEMAC). Название денежной единицы Заморских владений Франции — франк КФП (или французский тихоокеанский франк).
Символ франка, как правило, используется после цифр (5F). Распространена практика использования символа франка в качестве десятичного разделителя между базовой валютой и её разменной денежной единицей, сантимом (см. иллюстрацию).
Список денежных единиц с названием «франк»
| Денежная единица (на англ. и/или на языке страны эмитента) | Государство (территория)   | Период обращения | Варианты краткого представления | Варианты краткого представления | Примеры использования | Примеры использования |
| Денежная единица (на англ. и/или на языке страны эмитента) | Государство (территория)   | Период обращения | коды ISO 4217                   | символы                         | на денежных знаках    | на марках             |
| ---------------------------------------------------------- | -------------------------- | ---------------- | ------------------------------- | ------------------------------- | --------------------- | --------------------- |
| Существующие валюты                                        |                            |                  |                                 |                                 |                       |                       |
| Франк (фр. franc)                                          | Бурунди                    | 1964 — н.в.      | BIF (108)                       | ₣ • FBu                         |                       |                       |
| Франк (фр. franc)                                          | Гвинея                     | 1986 — н.в.      | GNF (324)                       | ₣ • FG • GFr                    |                       |                       |
| Франк (фр. franc)                                          | Джибути                    | 1979 — н.в.      | DJF (262)                       | ₣ • Fdj                         |                       |                       |
| Франк (фр. franc)                                          | Коморы                     | 1976 — н.в.      | KMF (174)                       | ₣ • FC                          |                       |                       |
| Франк (фр. franc)                                          | ДР Конго                   | 1998 — н.в.      | CDF (976)                       | ₣ • FC                          |                       |                       |
| Франк (фр. franc)                                          | Руанда                     | 1964 — н.в.      | RWF (646)                       | ₣ • RF • FRW                    |                       |                       |
| Франк (фр. franc)                                          | Швейцария                  | 1850 — н.в.      | CHF (756)                       | ₣ • Fr • sFr                    |                       |                       |
| Франк КФП (фр. franc)                                      | Заморские владения Франции | 1945 — н.в.      | XPF (953)                       | ₣ • F. • f                      |                       |                       |
| Франк КФА (BCEAO) (фр. franc)                              | Страны ЗАЭВС (UEMOA)       | 1945 — н.в.      | XOF (952)                       | ₣ • CFA • BCEAO • FCFA          |                       |                       |
| Франк КФА (BEAC) (фр. franc)                               | Страны ЦАВЭС (CEMAC)       | 1945 — н.в.      | XAF (950)                       | ₣ • CFA • BEAC • FCFA           |                       |                       |
| Некоторые исторические валюты                              |                            |                  |                                 |                                 |                       |                       |
| Франк (фр. franc)                                          | Бельгия                    | 1830—2002        | BEF (056)                       | ₣ • Fr • FB                     |                       |                       |
| Франк (фр. franc)                                          | Люксембург                 | 1848—2002        | LUF (442)                       | ₣ • Fr • LuxF                   |                       |                       |
| Франк (фр. franc)                                          | Франция                    | 1795—2002        | FRF (250)                       | ₣ • F • fr                      |                       |                       |